# Nabil Aberdin
Nabil Aberdin (Parigi, 23 agosto 2002) è un calciatore francese, difensore del Soči.

## Biografia
È nato a Parigi da genitori marocchini.

## Carriera
Ha iniziato a giocare a calcio nell'Aravaca per poi passare al Rayo Majadahonda nel 2021, inizialmente assegnato alla squadra filiale del Paracuellos Antamira. Nel 2022 è stato promosso in prima squadra ma a causa dello scarso impiego nel gennaio seguente è stato prestato all'Unionistas, dove tuttavia non è mai riuscito a debuttare a causa di un grave infortunio al ginocchio.
Il 20 luglio 2023 è stato acquistato dal Getafe che lo ha assegnato alla squadra B in quarta divisione. Ha fatto il suo esordio professionistico il 18 maggio 2024 nell'incontro di Primera División perso 1-0 contro l'Alavés.

## Statistiche

### Presenze e reti nei club
Statistiche aggiornate al 14 ottobre 2024
| Stagione        | Squadra              | Campionato      | Campionato | Campionato | Coppe nazionali | Coppe nazionali | Coppe nazionali | Coppe continentali | Coppe continentali | Coppe continentali | Altre coppe | Altre coppe | Altre coppe | Totale | Totale | Totale |
| Stagione        | Squadra              | Comp            | Pres       | Reti       | Comp            | Pres            | Reti            | Comp               | Pres               | Reti               | Comp        | Pres        | Reti        | Pres   | Reti   |        |
| --------------- | -------------------- | --------------- | ---------- | ---------- | --------------- | --------------- | --------------- | ------------------ | ------------------ | ------------------ | ----------- | ----------- | ----------- | ------ | ------ | ------ |
| 2021-2022       | Paracuellos Antamira | SDR             | 26         | 1          | -               | -               | -               | -                  | -                  | -                  | -           | -           | -           | 26     | 1      |        |
| 2022-gen. 2023  | Rayo Majadahonda     | PF              | 4          | 0          | CR              | 0               | 0               | -                  | -                  | -                  | -           | -           | -           | 4      | 0      |        |
| gen.-giu. 2023  | Unionistas           | PF              | 0          | 0          | CR              | 0               | 0               | -                  | -                  | -                  | -           | -           | -           | 0      | 0      |        |
| 2023-2024       | Getafe B             | SF              | 24         | 0          | -               | -               | -               | -                  | -                  | -                  | -           | -           | -           | 24     | 0      |        |
| 2023-2024       | Getafe               | PD              | 2          | 0          | CR              | 0               | 0               | -                  | -                  | -                  | -           | -           | -           | 2      | 0      |        |
| 2024-2025       | Getafe               | PD              | 5          | 0          | CR              | 0               | 0               | -                  | -                  | -                  | -           | -           | -           | 5      | 0      |        |
| Totale carriera | Totale carriera      | Totale carriera | 61         | 1          |                 | 0               | 0               |                    | -                  | -                  |             | -           | -           | 61     | 1      |        |